# Johannes Tauler
Johannes Tauler (ur. 2 maja 1301 w Strasburgu, zm. 15 czerwca 1361 tamże) – niemiecki dominikanin, teolog i mistyk. Przedstawiciel mistyki nadreńskiej.

## Życie
Przyszedł na świat w zamożnej rodzinie; na podstawie zachowanych do dzisiaj dokumentów można przypuszczać, że jego ojcem był Klaus Tauler, rajca miejski.
Tauler wstąpił do zakonu dominikanów i zamieszkał w klasztorze w mieście rodzinnym. Prawdopodobnie zdobył wykształcenie, jakie w owym czasie było wymagane od mnicha, który chciał zostać księdzem zakonnym w zakonie dominikanów, a zatem studiował filozofię i teologię przez przynajmniej sześć lat. W strasburskim klasztorze musiał się zetknąć z Mistrzem Eckhartem, który w latach 1314-1324 był wikariuszem generała zakonu. Po ukończeniu nauki Tauler przede wszystkim zajmował się posługą duszpasterską dla pobożnych niewiast, mniszek, beginek. Napisał dla nich po niemiecku zbiór kazań o charakterze mistycznym (ok. 80) – antologia ta uchodzi dziś za jedyne zachowane autentyczne dzieło Taulera (pierwodruk: Lipsk 1498).
Podczas konfliktu pomiędzy cesarzem Ludwikiem IV i papieżem Janem XXII Strasburg stanął po stronie cesarza – miasto zostało obłożone interdyktem papieskim. Ponieważ wierni papieżowi dominikanie odmawiali odprawiania mszy dla ekskomunikowanych mieszczan, w roku 1338 musieli opuścić miasto. W ten sposób również Tauler powędrował do Bazylei, gdzie pozostał do roku 1342 (1343), gdy dominikanie powrócili do Strasburga. W trakcie pobytu w Bazylei Tauler nawiązał kontakt z rozpowszechnionym także wśród świeckich ruchem mistycznym, tzw. „przyjaciółmi Boga”. Wiadomo również, że Tauler pełnił funkcję kaznodziei w Kolonii.

## Doktryna
Doktryna Taulera wywodzi się z tradycji ojca mistyki chrześcijańskiej Pseudo-Dionizego Areopagity; specyficzny wpływ wywarł na nią także Mistrz Eckhart, którego Tauler wymienia w swych kazaniach. Innymi źródłami jego myśli są także dzieła św. Augustyna, Bernarda z Clairvaux, Hildegardy z Bingen oraz Mechtyldy z Magdeburga.
Tauler próbował przedstawić swym słuchaczom ideę unio mystica, zjednoczenia duszy z Bogiem; miałoby to być możliwe tylko wówczas, gdy człowiek odkryje boski rdzeń w swej duszy. Owo „dno” (niem. Grund) duszy pochodzi bezpośrednio od Boga i do niego tęskni.
Droga do tego zjednoczenia miałaby prowadzić przez ascezę, wiodąc do kenozy, „wypróżnienia” duszy z wszelkich innych treści i obrazów – także obrazu Boga. Idea Boga u Taulera ma zabarwienie neoplatońskie, nawiązuje też do tradycji teologii apofatycznej Pseudo-Dionizego Areopagity. Tauler mówi o bezpośrednim i nieobrazowym doświadczeniu Boga, nie należy go jednak poszukiwać w oderwaniu od przykładu, jaki dał Chrystus – jest ono możliwe do osiągnięcia jako ostatni etap procesu rozwoju duchowego, dane jest jako łaska.
Kazania Taulera były cenione przez Marcina Lutra i były wydawane drukiem zarówno przez protestantów, jak i przez katolików.

## Dzieła
- Jana Taulera zakonu św. Dominika Ustawy duchowe, tłumaczenie polskie przejrzał i wydał ks. Z. Golian. W Krakowie 1852.
- Kazania, przełożył Wiesław Szymona, W drodze, Poznań, 1985.